# Keith A. Walker
Keith Anthony Walker (* 1935; † 30. Dezember 1996 in Franklin, Tennessee) war ein amerikanischer Filmschauspieler, Hörfunkmoderator, Fernsehmoderator und Drehbuchautor.

## Leben
Keith Walker begann seine Karriere in den späten 1960er Jahren in San Francisco als Produzent mehrerer Hörfunksendungen. Anschließend zog er nach Los Angeles, wo er für das Talkradio-Nachtpogramm des Senders KLAC verantwortlich war. Danach moderierte er eine Fernsehsendung mit dem Titel Let Me Talk To... bei dem Sender KHJ-TV.
In der Folge begann er eine Schauspielerlaufbahn und trat in vielen Fernsehserien auf. Ab Ende der 1970er Jahre war er auch als Drehbuchautor für Film und Fernsehen tätig.
1992 zogen Walker und seine Ehefrau, die Schauspielerin Peggy Walton-Walker, von Kalifornien in den Großraum Nashville im Bundesstaat Tennessee. Dort lebte er zuletzt in der Ortschaft Arrington. Am 30. Dezember 1996 starb Keith Walker nach kurzer Krebserkrankung in Franklin (Tennessee).

## Wirken
Als Schauspieler in Fernsehserien trat Keith Walker unter anderem in Mannix, California Cops – Neu im Einsatz und Fantasy Island auf. 1985 spielte er in dem Kinofilm Die Goonies den Vater der von Sean Astin verkörperten Hauptfigur.
Seine Karriere als Skriptschreiber begann mit 26 Folgen der von Rod Serling begründeten Hörfunkserie Zero Hour, für die Walker das Skript verfasste. Anschließend schrieb er das Drehbuch für den Pilotfilm und 16 Folgen der Fernsehserie Mystery Island, einer Fernsehserie von Hanna-Barbera. Auch für Primetime-Fernsehserien war Walker in der Folge als Drehbuchschreiber tätig, so für Ein Colt für alle Fälle, Notruf California, Quincy und M*A*S*H. Walker schrieb zudem das Drehbuch für den 1993 erschienenen Kinofilm Free Willy – Ruf der Freiheit, nach seinen Angaben aufgrund eines eigenen Erlebnisses.

## Filmografie (Auswahl)
Als Schauspieler
- 1970–1973: Mannix (Fernsehserie, 5 Folgen)
- 1974: California Cops – Neu im Einsatz (The Rookies; Fernsehserie, 1 Folge)
- 1978: Quincy (Quincy, M.E.; Fernsehserie, 1 Folge)
- 1982: Fantasy Island (Fernsehserie, 1 Folge)
- 1984: Future Schlock
- 1985: Die Goonies (The Goonies)
- 1985: Das A-Team (The A-Team; Fernsehserie, 2 Folgen)

Als Drehbuchautor
- 1993: Free Willy – Ruf der Freiheit (Free Willy)